# Pidonia michinokuensis
Pidonia michinokuensis är en skalbaggsart som beskrevs av Hayashi 1981. Pidonia michinokuensis ingår i släktet Pidonia och familjen långhorningar. Inga underarter finns listade i Catalogue of Life.